# Nova srpska politička misao
Nova srpska politička misao je izdavačka kuća iz Beograda kao i istoimeni časopis posvećen politici i studijama politike.
Novine osnovane 1994. pod nazivom Srpska politička misao uglavnom su privlačile mlade nezavisne političke naučnike, filozofe, sociologe, psihologe i ekonomiste koji su razmatrali aktuelna i katkad kontroverzna politička pitanja. Dvije godine kasnije, izdavač, državni Institut za političke studije, raspustio je uređivački odbor. Nedugo potom, nezavisni beogradski nedjeljnik Vreme ga je preuzeo, ponovo zaposlio prvobitnu redakciju i lansirao časopis sa dodatkom Nova ispred naziva. Glavni i odgovorni urednik časopisa je Đorđe Vukadinović.

## Spoljašnje veze
- Zvanični veb-sajt